# Жана Жанбай
Жана Жанбай (каз. Жаңа Жанбай) — село в Исатайском районе Атырауской области Казахстана. Входит в состав Нарынского сельского округа. Находится примерно в 24 км к юго-западу от села Аккистау. Код КАТО — 234241300.

## Население
В 1999 году население села составляло 249 человек (133 мужчины и 116 женщин). По данным переписи 2009 года, в селе проживало 296 человек (164 мужчины и 132 женщины).